# Instante Mágico
Instante Mágico é o sexto álbum de estúdio da dupla brasileira de música sertaneja Rick & Renner. Foi lançado em 1999 pela gravadora Chantecler e é considerado o álbum de maior sucesso da dupla. Os maiores sucessos deste álbum foram "Cara de Pau", "Muleca", "Fim de Semana", "Vem Me Namorar" e "Instante Mágico", e também conta com a participação do grupo Molejo na canção "Na Pontinha do Pé". O álbum vendeu cerca de 250.000 cópias, rendendo um disco de platina pela ABPD.

## Faixas
| N.º | Título                                            | Compositor(es)                      | Duração |  |
| 1.  | "Instante Mágico"                                 | Tivas / Rocky                       | 4:38    |  |
| 2.  | "Assim é o Nosso Amor"                            | Peninha / Elias Muniz               | 4:25    |  |
| 3.  | "Cara de Pau"                                     | Roberto Merli / Alexandre           | 4:13    |  |
| 4.  | "Perigo"                                          | Elias Muniz                         | 4:09    |  |
| 5.  | "Na Pontinha do Pé" (part. Molejo)                | Jairo Góes / Nazildo                | 3:24    |  |
| 6.  | "Vem Me Namorar"                                  | Elias Muniz                         | 3:33    |  |
| 7.  | "Fim de Semana"                                   | Ivar David Costa / Reny de Oliveira | 3:59    |  |
| 8.  | "Como Esquecer Tanto Amor (Como Olvidarme de Ti)" | Lucas Robles / Carlos Colla         | 4:28    |  |
| 9.  | "Minha Vida Clareou"                              | Peninha / Elias Muniz               | 4:11    |  |
| 10. | "Quando o Sol Se Por"                             | Rick / Pinocchio                    | 3:52    |  |
| 11. | "Muleca"                                          | Waldir Luz / Yonara Nascimento      | 3:35    |  |
| 12. | "Sofro e Choro"                                   | Pinóchio                            | 2:59    |  |
| 13. | "Paixão de Peão"                                  | Rick / Marcos Lima                  | 3:50    |  |
| 14. | "Que Nem Chiclete"                                | Tivas / Waldir Luz                  | 2:59    |  |
| 15. | "No Momento Em Que Eu Te Amei"                    | Elias Muniz / Fátima Leão           | 4:07    |  |

## Certificações
| Brasil (ABPD)                             | Platina | 1999 | 250.000* |
| *número de vendas baseado na certificação |         |      |          |